# Yōhei Nishibe
Yōhei Nishibe (西部 洋平?, Nishibe Yōhei; Hyogo, 1º dicembre 1980) è un ex calciatore giapponese, di ruolo portiere.

## Carriera
Ha giocato nella prima divisione giapponese.
Nel 2014 ha giocato 8 partite nella AFC Champions League.